# 冯岳
冯岳（1495年—1581年），字望之，号贞所，浙江慈谿縣（今浙江省宁波市江北区）人，明朝政治人物。

## 生平
嘉靖四年（1525年）乙酉科浙江鄉試舉人，五年（1526年）联中丙戌科进士。授工部都水司主事，差管器皿厂，嘉靖八年监税芜湖，九年升营缮司员外郎，十年丁外艰，十三年服闋，補刑部廣西司员外郎，十四年升刑部福建司郎中，十五年恤刑江西。江西任上，梳理牢狱和冤假错案，释放1500余人。十六年升山东济南府知府，十七年母亲去世，归乡守制。二十年服除，補福建延平府知府。
嘉靖二十四年（1545年）四月擢山东按察司副使，二十七年转河南左参政，二十九年升江西按察使，不数日，再被擢升为江西右布政使，三十年进本司左布政使，三十一年（1552年）七月升順天府府尹，三十二年二月升都察院右都御史、巡抚湖广地方兼赞理军务，三十三年正月升兵部右侍郎兼都察院右佥都御史、总督湖广川贵军务，任上平苗乱有功，三十五年晋右都御史兼兵部右侍郎，仍总督三省军务，三十六年丁巳二月疏乞休致，温旨勉留，四月升任南京刑部尚书，官至二品。三十八年三月因病乞休还乡。萬曆九年辛巳卒，享年八十七，賜祭葬。万历皇帝念其有功，在其故居特赐建彩绘台门，现为重点文物保护单位。

## 著作
《冯贞所文集》八卷，《恤刑稿》四卷，《军门疏稿》四卷，《军门行稿》五卷。

## 家族
子冯熙皞、冯熙采。长孙冯宇。
從弟馮璋，南京監察御史。

## 遗迹
- 明刑部尚书冯岳墓
- 今慈城古建筑群
  - 冯岳彩绘台门：明代嘉靖年间南京刑部尚书冯岳住处，万历帝赐建，是明代南方建筑彩画现存不多的典型